# Том, Чарлз
Чарлз Том (англ. Charles Thom, 1872—1956) — американский миколог и микробиолог, специалист по систематике родов Пеницилл и Аспергилл, «отец-основатель систематики пенициллов».
Член Национальной академии наук США (1937).

## Биография
Родился 11 ноября 1872 года в городе Минонк в центральной части Иллинойса в семье Энгуса Садерленда Тома и его супруги Луизы Электы, в девичестве Херрик. В 1889 году поступил в Лейк-Форестскую академию, в 1895 году окончил её (к тому времени — Лейк-Форестский колледж) со степенью бакалавра. Некоторое время преподавал в школе, после чего продолжил обучение и в 1897 году получил степень магистра.
В 1899 году защитил диссертацию доктора философии в Университете Миссури под руководством Хауарда Эйерса, в которой рассматривал физиологию процесса оплодотворения у папоротников Aspidium и Adiantum.
С 1902 года Том — в Корнеллском университете с профессором Джорджем Фрэнсисом Аткинсоном. В 1904 году назначен микологом, ответственным за исследования сыра, на Сторрсской экспериментальной станции Министерства сельского хозяйства США в Коннектикуте. Во время работы в Сторрсе Том описал в качестве новых видов Penicillium roqueforti и Penicillium camemberti, заинтересовался изучением остальных видов Penicillium, а также Aspergillus и других плесневых грибков.
В 1914 году назначен руководителем Микробиологической лаборатории Бюро химии Министерства сельского хозяйства. В 1926 и 1930 годах опубликовал обобщения результатов своих исследований родов Aspergillus и Penicillium соответственно, после чего продолжил изучение этих родов. В 1945 и 1949 годах опубликовал новые монографии двух родов.
С 1927 года Том руководил Отделением почвенной микробиологии Бирю химии и почвы. В начале Второй мировой войны Том занимался исследованием перспективных продуцентов пенициллина, определил штамм Флеминга как Penicillium notatum. В 1940 году был президентом Американского общества бактериологов.
Скончался 24 мая 1956 года в своём доме в Порт-Джефферсоне.

## Некоторые научные публикации
- Thom C. Cultural studies of species of Penicillium. — Washington, 1910. — 109 p.
- Thom C., Church M. B. The Aspergilli. — Baltimore, 1926. — 272 p.
- Thom C. The Penicillia. — Baltimore, 1930. — 875 p.
- Thom C., Raper K. B. Manual of the Aspergilli. — Baltimore, 1945. — 373 p.
- Thom C., Raper K. B. Manual of the Penicillia. — Baltimore, 1949. — 875 p.

## Роды грибов, названные именем Ч. Тома
- Thomiella C.W.Dodge, 1935 — Gonatobotryum Sacc., 1880